# Kołaczyce (gmina)
Kołaczyce [kɔwaˈt͡ʂɨt͡sɛ] est une commune rurale de la Voïvodie des Basses-Carpates et du powiat de Jasło. Elle s'étend sur 60 km2 et comptait 7 525 habitants en 2010.
Elle se situe à environ 8 kilomètres au nord de Jasło et à 48 kilomètres au sud-ouest de Rzeszów, la capitale régionale.